# 不良道 〜ギャングロード〜
不良道 〜ギャングロード〜（ふりょうどう ギャングロード）は株式会社アプリボットから配信されていたiOSとandroid用ゲームアプリ。2012年に配信を開始し、2016年に配信終了。

## 概要
目的:プレイヤーは最強の不良チームを目指してチームを育成する事が目的である。
プレイ方法:プレイヤーはクエストやイベント報酬、有料ガチャ等から入手できるキャラクター(カード)でデッキを作成し、他のプレイヤーのデッキと対戦(バトル)して勝敗を決める。
属性:プレイヤーは虎・龍・鳳の3つの中から自身の帰属する属性を選択しプレイを始める。3つの各属性の間に優劣の関係性は無い。属性は各カードにも設定されている。
レアリティ:前述の属性の他、各カードにはレアリティが設定されている。レアリティは以下の8種類。
- N【のーまる】
- HN 【はいのーまる】
- R【れあ】
- HR【はいれあ】
- SR【えすれあ】
- SSR【えすえすれあ】
- L【れじぇんど】
- SL【えすれじぇんど】

各カードは同種のカードと掛け合わせる進化を行うことでステータスの上限を上昇させる事ができる。また進化は3段階行う事ができ、3段階進化させたものは最終進化と呼ばれる。最終進化させるとカードのレアリティが1段階上昇する。
イベント:主たる定期イベントは抗争、討伐、階段の３種目。先の他、常時開放されている地下闘技場、不定期で開催される地下闘技場〜◯◯篇〜や、恋の花道なども開催されていた。
チーム：一定のレベルに達するとチームを立ち上げる事が出来る。
プレイヤーは自らチームを立ち上げたり、既存のチームに所属したりしながら前述のイベントに参戦。無所属でも各イベントへの参戦は可能。
アプリ配信のイベント以外にも、各チーム内の掲示板等での交流やチームによってはチーム内でのイベント等、いつログインしても楽しめる仕様になっている。
旬カード:主要な3イベントにおいてはイベント専用のスキルを有する旬カードが有料ガチャからリリースされ、そのカードを利用することでイベントを有利に進める事ができる。イベントによって必要になる旬カードの種類と数量が大きく異なり、同じレアリティでありながらトレードされるレートが数倍から十数倍変わることも珍しくない。旬カードは多くの場合その後の利用価値が少なく、イベントの日程が終盤になるにつれてレートが低下する。

## 専門用語
コイントス:トレードに際して、トレード当事者間だけで価格が通じるように実際のトレードの事前にコインによるトレードで値頃感を探る所作。トピック内に具体的な価格を記載しなくても良いため、自身の懐具合を不特定多数のプレイヤーに知られなくて済むというメリットがあるが、そのやり取り自体の煩わしさを嫌うプレイヤーも少なくない。。。
詐欺:プレイヤーには間のトレードのやり取りを通じて他のプレイヤーから資産を奪う行為。主にスキル上げの請負を装って他のプレイヤーから高額なカードを窃盗する事案が大多数を占める。被害を受けて引退したプレイヤーも少なくなく問題視されていたが、この問題を軽減すべく有志のユーザーが【詐欺師報告】というトピックを立て他のプレイヤーに警戒を促すなどの取り組みも行われていた。
調子はどうだい？:他のプレイヤーにメッセージを送る際のデフォルトテキスト。知り合いでないプレイヤーに送ると不信がられる。

## 漫画版
シリーズの別作品「ギャングロード・ジョーカー」も「ギャングロード・ジョーカー GREED」というゲーム内コミカライズを連載されている他に、「ギャングロード」シリーズの世界観をもとに、漫画原作を桑原真也、作画を本シリーズのメインイラストレーターであるニシカワエイトが担当したコミカライズが、「ギャングロード」のタイトルで『週刊少年チャンピオン』（秋田書店）において2014年33号から2015年8号まで連載された。
- ギャングロード 1（2014年11月7日発売、ISBN 978-4-253-22456-7）
- ギャングロード 2（2015年3月6日発売、ISBN 978-4-253-22457-4）